# Black Moon
Black Moon (br: Lua Negra1) é um filme co-produzido por Alemanha Ocidental, França e Itália, de 1975, do gênero drama, dirigido por Louis Malle.

## Sinopse
Lily é uma linda jovem que percorre com seu carro uma estrada do interior. Após um acidente, ela descobre uma casa enorme, estranha e completamente isolada. Dentro do imóvel abandonado, coabitavam uma velha senhora, eternamente deitada numa cama, um casal de irmãos, várias crianças, um porco, um rato, um unicórnio e muitos outros animais.

## Elenco
- Cathryn Harrison
- Thérèse Giehse
- Alexandra Stewart
- Joe Dalessandro